# Wandering Rose
O Bebê do Mal (título original: Wandering Rose) é um filme de terror e suspense estadunidense lançado em 2015. Dirigido e roteirizado por Corrie Greenop, o longa-metragem tem duração de 70 minutos e é falado em inglês.

## Sinopse
Theo e Rose, um jovem casal tentando reacender seu relacionamento quase acabado, fazem uma viagem para as remotas montanhas escocesas. Lá, são assombrados por forças obscuras e malignas.

## Elenco
- Carina Birrell como Rose
- David Wayman como Theo
- Cameron Jack como Oficial Thwaites
- Anya Nixon como A Silhueta

## Recepção
O filme recebeu críticas mistas. No AdoroCinema, possui uma avaliação de 3,0/5, baseada em 5 notas e 1 crítica. Usuários destacaram que o filme deixa mais dúvidas do que explicações, com alguns considerando-o "ruim" e "tosco".